# Graptopetalum paraguayense
Graptopetalum paraguayense (N.E.Br.) E.Walther, también conocida como graptopétalo, Sedum weinbergii, planta madre perla o planta fantasma, es una planta suculenta del género Graptopetalum, nativa de México.

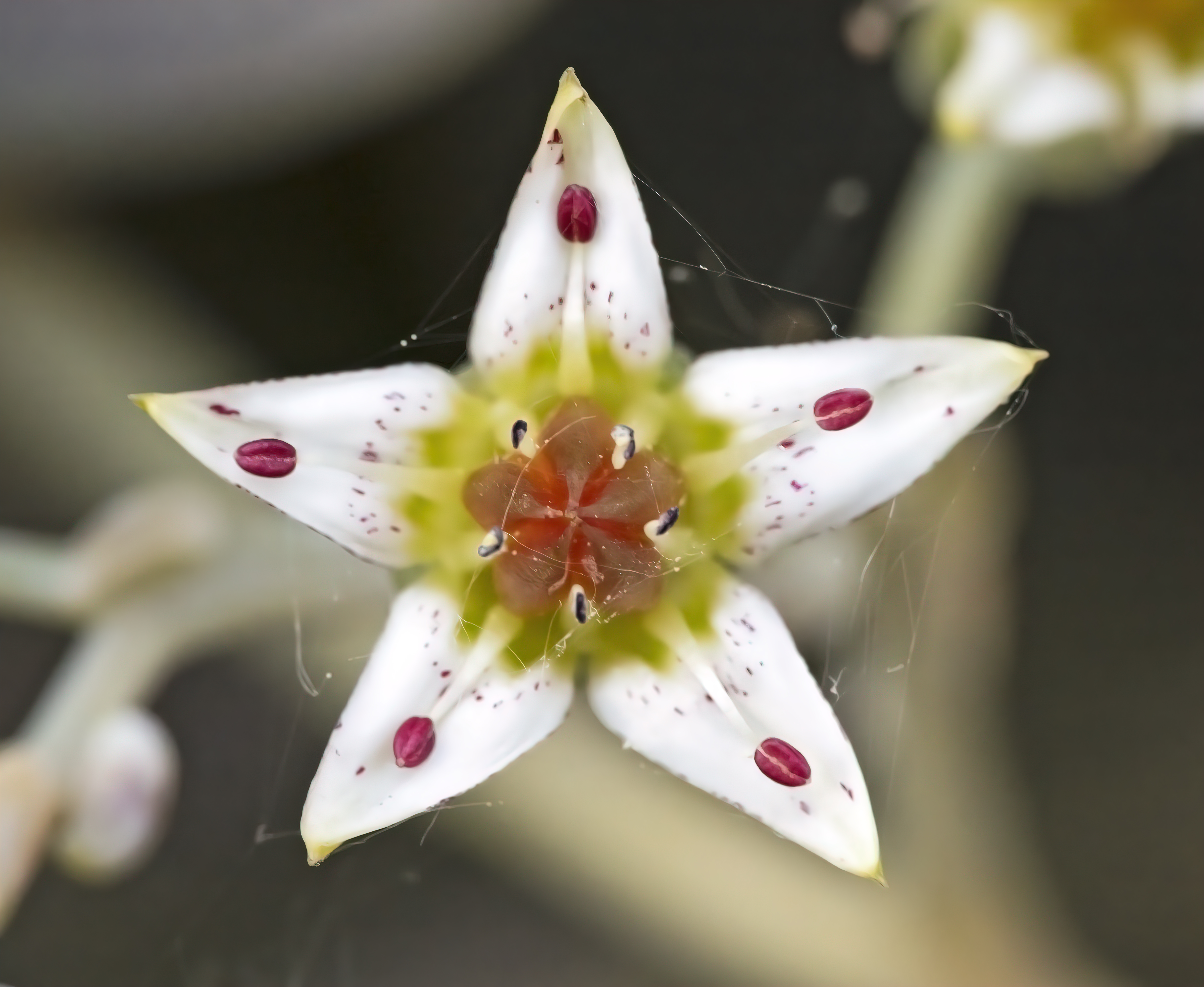
Flor

## Descripción
Graptopetalum paraguayense tiene flores blancas en forma de estrella y suele usarse en jardinería como planta ornamental.

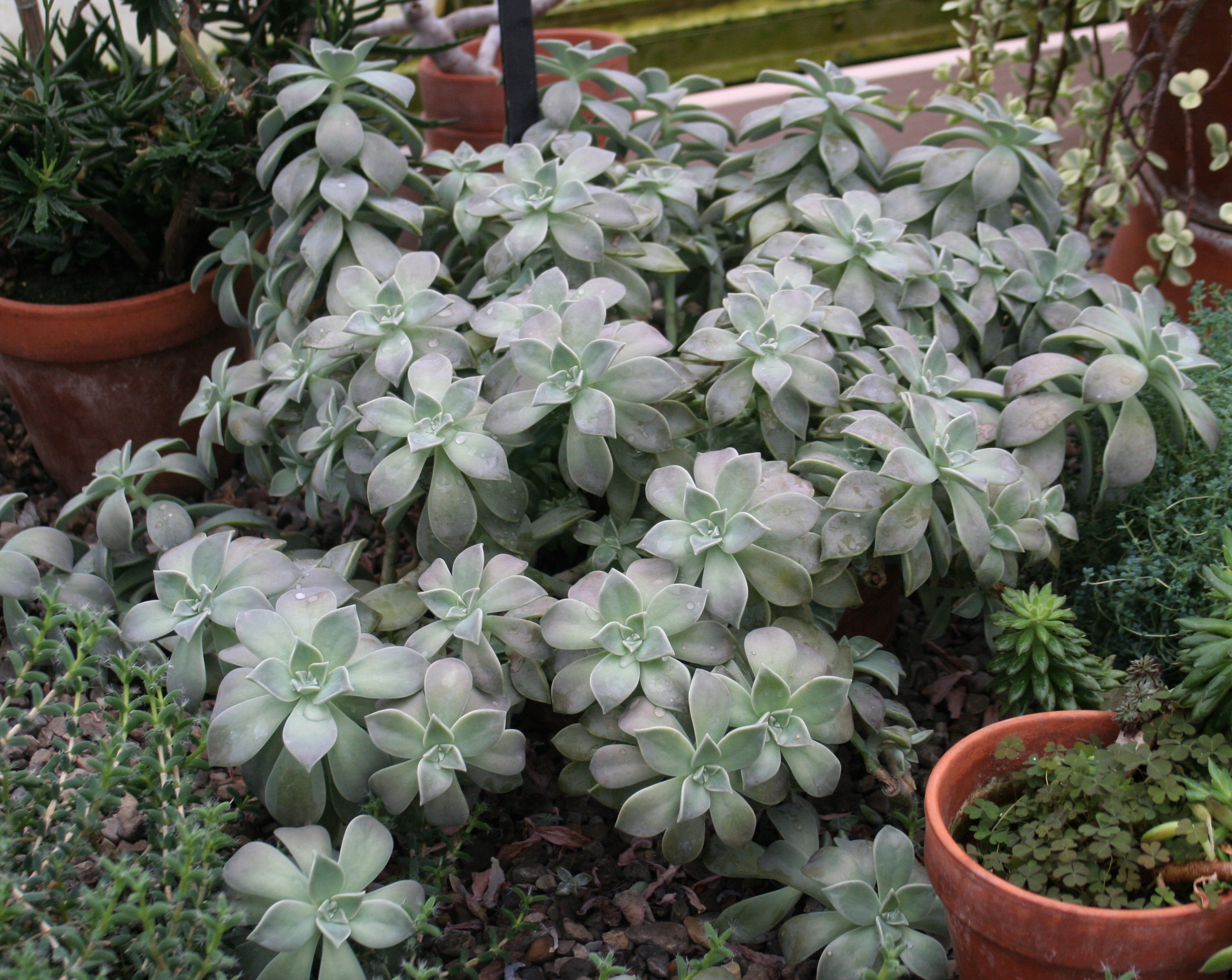
Vista de la planta

## Taxonomía
paraguayense: epíteto geográfico que alude a Paraguay.
Sinonimia
- Byrnesia weinbergii Rose
- Cotyledon paraguayensis N.E.Br.
- Echeveria weinbergii T.B.Sheph.
- Graptopetalum weinbergii (T.B.Sheph.) E.Walther
- Sedum paraguayense (N.E.Br.) Bullock
- Sedum weinbergii A.Berger[2]